# Naftali z Ropczyc
Naftali z Ropczyc, Naftali Cwi Horowic (ur. 1760 w Lesku,  zm. 1827 w Łańcucie) – cadyk, rabin, syn Menachema Mendla rabina z Leska, protoplasta licznej dynastii cadyków galicyjskich. 
Był uczniem cadyków Elimelecha z Leżajska, Izraela Icchaka Hofsteina z Kozienic i Menachema Mendla z Rymanowa. Zamieszkał w Ropczycach, gdzie zgromadził wokół siebie liczne grono chasydów. Dzięki niemu powstał tam jeden z ważniejszych ośrodków chasydyzmu w Galicji. Założyciel dynastii cadyków ropczyckich. Był mistrzem w kabalistycznej interpretacji Tory. 
Popularny bohater ludowych legend. W 1886 roku ukazały się we Lwowie oparte na kabale komentarze chasydzkie do Tory pt. Zera kodesz („Święty plon”), zaś w 1911 roku opublikowano w tym samym mieście zbiór jego powiedzeń Ohel Naftali (hebr. „Namiot Naftalego”). Pod koniec życia odizolował się od świata. Miał dwóch synów: Eliezera oraz Jaakowa (zwanego Małym Baal-Szem-Towa). 

## Dzieła
- Ajjaloh Szeluhah
- Ohel Naftali
- Zera Kodesz
- Przypowieści